# Колл, Миган
Миган Калл — эпидемиолог Агентства безопасности здравоохранения Великобритании. В 2021 году журнал Nature включил её в десятку повлиявших на науку людей года.

## Ранняя жизнь и образование
Калл выросла в маленьком консервативном городке в Мичигане. Она получила степень бакалавра наук в области питания в Университете штата Мичиган и степень магистра медицинских наук в Университете Джонса Хопкинса. Она закончила докторантуру в Университетском колледже Лондона. Тема её докторской диссертации — «Национальное продольное исследование потребностей в медицинской помощи и рискованного поведения ВИЧ-положительных людей», куратор Ричард Гилсон.

## Карьера
С 2009 по 2020 год Калл работала государственным служащим в Службе общественного здравоохранения Англии, отслеживая ВИЧ/СПИД. В 2020 году её призвали в состав комиссии правительства Великобритании по реагированию на COVID-19. Она была старшим эпидемиологом, собирала данные в технических информационных документах, а также представляла эту информацию, в том числе общественности. В 2021 году она привлекла подписчиков в Твиттере постами на тему эпидемиологии. Использование ею Твиттера для научно-практической коммуникации было сочтено особенно эффективным, хотя не входило в её официальную работу. В январе 2021 года Калл была назначена ведущим эпидемиологом отдела эпидемиологии COVID-19 Агентства безопасности здравоохранения Великобритании.

## Признание
Калл была включена в список десяти ученых, сыгравших важную роль в науке в 2021 году, составленный научным журналом Nature.